# Анрі Стулен
Анрі Стулен (3 вересня 1906 — 1977) — бельгійський плавець і ватерполіст.
Бронзовий призер Олімпійських Ігор 1936 року.